# 小松市消防本部
小松市消防本部（こまつししょうぼうほんぶ）は、石川県小松市の消防部局（消防本部）。管轄区域は小松市全域。

## 概要

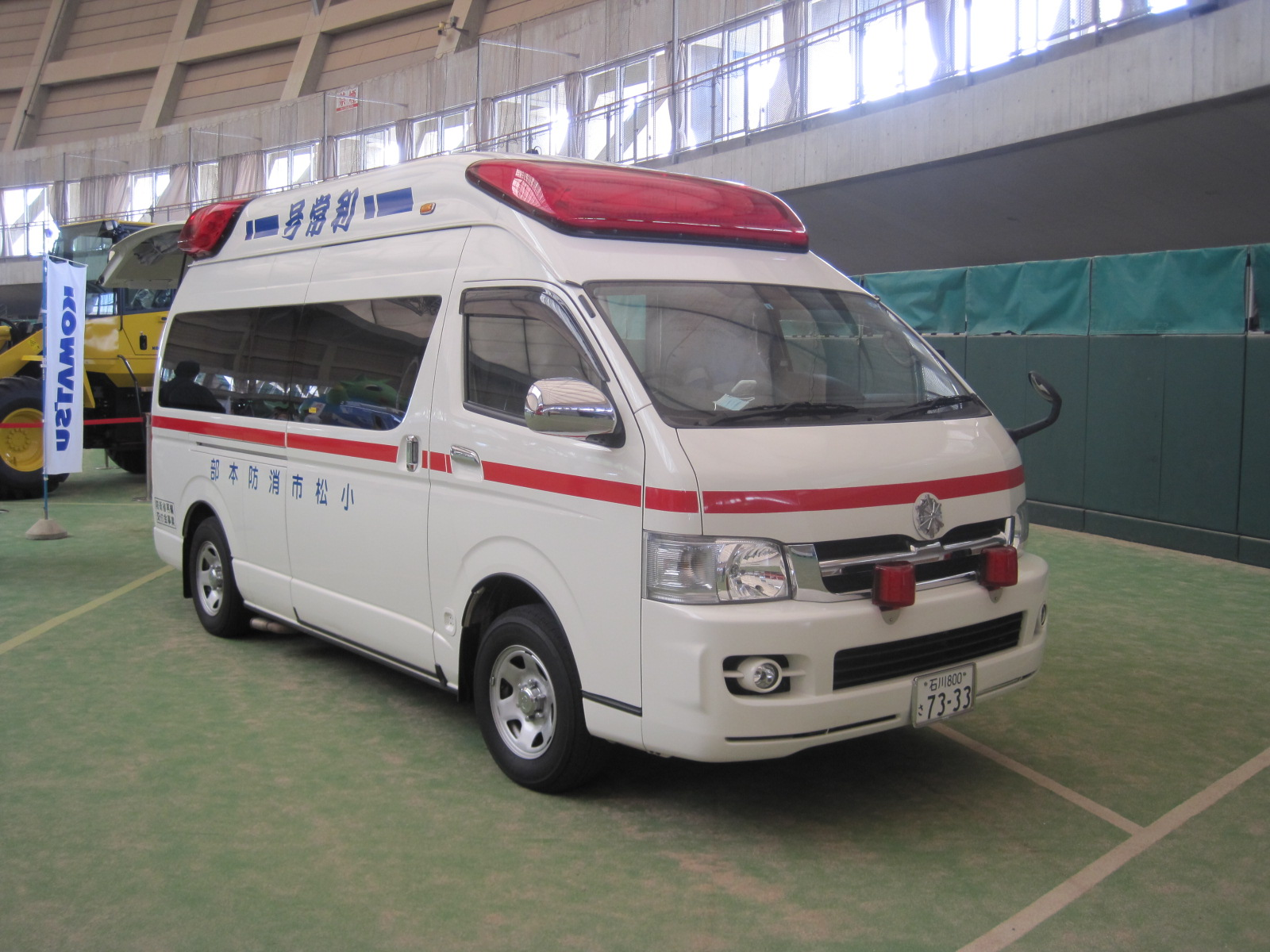
救急車「利常号」

- 消防本部：小松市園町ホ110-1
- 管内面積：371.13km2
- 職員定数：140人
- 消防署2カ所、出張所3カ所
- 主力機械（令和4年4月1日現在）
  - 普通消防ポンプ自動車：5
  - 水槽付消防ポンプ自動車：2
  - はしご付消防自動車：1
  - 小型動力ポンプ付積載車：1
  - 高規格救急自動車：5
  - 救助工作車：1
  - 指揮車：2
  - 広報車：1
  - 予防車：1
  - 調査車：3
  - 指導車：2
  - 災害支援車：1
  - 人員搬送車：1
  - その他：2

## 沿革
- 1954年10月1日　小松市消防本部・小松市消防署を開設する。
- 1957年12月1日　南分署を開設する。
- 1964年4月28日　救急業務を開始する。
- 1968年4月10日　新消防庁舎が落成する。旧消防庁舎に小馬出町出張所を開設する。
- 1968年7月1日　消防本部に課制を導入する。
- 1969年4月1日　粟津温泉出張所を開設する。
- 1969年12月18日　屈折はしご付消防車を配備する。
- 1972年12月26日　南分署で救急業務を開始する。
- 1972年10月、北陸自動車道の一部開通に伴い、日本道路公団から救急車の譲渡を受け、高速道路における救急業務を開始し南分署に救急隊1隊を配備。
- 1974年4月30日　化学消防車を配備する。
- 1975年5月1日　南分署が南消防署に昇格し、2署体制となる。小松市消防署を中消防署に改称する。
- 1975年5月26日　西出張所を開設する。
- 1978年6月28日　小松市消防音楽隊が発足する。
- 1979年5月23日　小馬出町出張所が移転し、中央出張所に改称する。
- 1980年2月25日　救助工作車を配備する。
- 1985年4月17日　南消防署新庁舎が落成する。
- 1990年8月3日　電源照明車を配備する。
- 1990年11月29日　はしご付消防車を配備する。
- 1992年救急隊2隊に無振動ベッドを装備した救急車を配備する。
- 1995年12月1日、小松市消防団に県内2番目の女性分団を設置する。
- 1997年4月1日　高規格救急車の運用を開始する。
- 1999年4月16日　消防本部・中消防署新庁舎が完成する。
- 2000年4月13日　小松市民防災センターを開設する。
- 2001年4月1日　消防本部Webサイトを開設する。
- 2005年4月30日　中央出張所を廃止する。
- 2007年4月1日　東出張所を開設する。
- 2007年3月25日 石川県能登半島地震により、石川県消防広域応援隊として輪島市、門前町一帯へ、救急隊、救助隊が出動、支援活動を行う。
- 2008年9月9日、米軍再編交付金事業により、小松市として4台目となる 高規格救急車 「利常号」を中消防署に配備し運用を開始する。
- 2010年4月1日、警防課及び情報管理室を廃止し、防災指令課(防災担当・指令担当)に変更する。
- 2011年4月1日、防災指令課の指令業務を特化、独立した指令センターを設置する。
- 2013年10月1日、救急需要の増加と現場到着時間の短縮を図る為、中消防署西出張所に高規格救急車を配備する。
- 2016年6月1日、災害現場での情報収集活動の強化を図る為、無人航空機(ドローン)の運用を開始する。
- 2018年1月19日、同年1月、2月の記録的な大雪を鑑み、消防団に18台の小型除雪機を配備する。
- 2019年年4月１日、消防本部組織の機構改正が行われ、予防課と総務課を統合し、予防政策課に改編し防災指令課を地域ぼうさい課に課名変更するとともに、市民防災センターの愛称名をしみん防災館とする。また、救急件数の増加に伴い、救急5隊体制(中署救急2隊体制)を開始する。
- 2021年10月1日、組織体制の見直しにより、予防防災課を消防総務課に、地域ぼうさい課を予防防災課に課名変更する。 2021年4月1日、第18尾小屋分団を第17西尾分団と統合し、消防団は17分団体制となる。また団員定数428名から410名に見直しする。

- 2023年4月1日、予防防災課指令センターを課に昇格し、情報指令課として消防本部３課体制開する。

## 組織
- 本部
  - 消防総務課
  - 予防防災課
  - 情報指令課
- 消防署

## 消防署
| 消防署   | 住所         | 出張所                             |
| -------- | ------------ | ---------------------------------- |
| 中消防署 | 園町ホ110-1  | 東：西軽海町2-204-14 西：長崎町4-3 |
| 南消防署 | 蓑輪町ハ84-2 | 粟津温泉：井口町と34               |